# Lista de personagens de Asterix

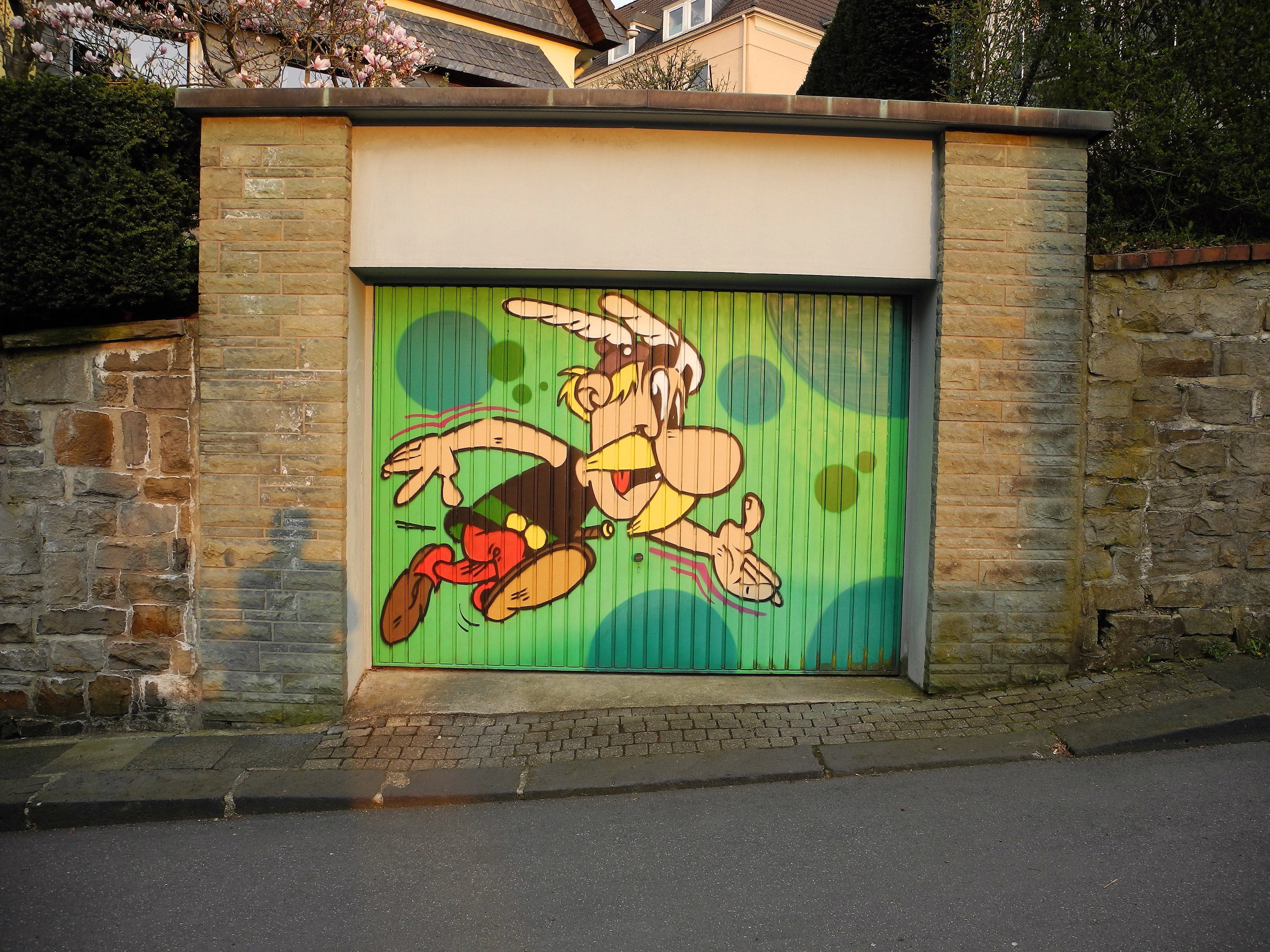
⠀⠀⠀⠀⠀⠀

Esta lista reúne os personagens da história em quadrinhos francesa Asterix:

## Personagens principais

### Asterix
- Asterix, (asterisco), é um guerreiro gaulês e o herói das histórias, morador da aldeia de Armórica.[1]

### Obelix
- Obelix, obelisco, é o melhor amigo de Asterix. Adquiriu força sobre-humana permanente ao cair em um caldeirão cheio de poção mágica quando bebê. Adora o cãozinho Ideiafix e só pensa em comer javalis e bater nos romanos.[2]Este tem 35 anos, durante toda a série/banda desenhada.

### Ideiafix
- Ideiafix, (ideia fixa), é o cão e o fiel companheiro de Obelix. Não gosta que façam mal às árvores.[3]

### Panoramix
- Panoramix, (panorâmico), é o druida da aldeia, responsável na preparação de uma poção mágica que dá força sobre-humana a quem a bebe.[4]

## Personagens recorrentes

### Abraracourcix
- Abracurcix (Brasil) ou Matasetix e Abraracourcix (Portugal), (Abraracourcix no original francês, trocadilho com à bras raccourcis, "de braços muito curtos" [?], ou "a toda força"[5]), ele é o chefe gaulês da pequena aldeia dos irredutíveis gauleses, como Astérix.[6]:Apesar de ser bastante respeitado pelos seus súditos e bastante temido por seus inimigos, nem sempre consegue impor as suas ordens. Só tem medo de uma coisa: que o céu caia sobre sua cabeça, mas como ele próprio afirma, quem morre de véspera é peru.

Abracourcix lutou nas Guerras da Gália, inclusive pegando o escudo de Vercingetórix - sobre o qual desfila sempre, embora seus carregadores tenham o hábito de derrubá-lo -  após a derrota gaulesa na Batalha de Alésia. É casado com Naftalina e tem uma filha. Tem um cunhado em Lutécia, pai de seu sobrinho Goudurix.

### Assurancetourix
- Chatotorix (Brasil) ou Cacofonix e Assurancetourix (Portugal)  é um bardo que irrita os moradores da aldeia quando começa a cantar e tocar, com a sua harpa, as suas odes, provocando reações enérgicas por parte desses e, geralmente, termina amarrado num canto das festas que costumam encerrar cada episódio da saga.

### Bonemine
- Bonemine' (cara bela), Boapinta (em Portugal) ou Naftalina (no Brasil) é a mulher de Abracurcix. É uma mulher baixinha e também temperamental que se acha superior a todas por ser justamente a mulher do chefe. Odeia viver na aldeia; vive querendo ir para Lutécia viver com o irmão, que considera bem-sucedido.

### Cétautomatix
- Cétautomatix (trocadilho com C'est Automatic, "é automático") ou Automatix , é o ferreiro da aldeia. Brutamontes e temperamental, vive provocando Ordenalfabetix devido ao cheiro de seus peixes, sempre levando uma peixada que dá início a brigas com o envolvimento de vários outros moradores da aldeia, e que espanca o bardo Chatotorix sempre que este tenta cantar alguma coisa. Sua esposa, conhecida apenas por Senhora Cétautomatix, aparece pela primeira vez em Astérix e a Zaragata.

### Decanonix
- Decanonix ou Veteranix é um guerreiro idoso que sempre evoca seu passado glorioso.[7] É casado com uma bela loira muito mais jovem, que Albert Uderzo declarou ter se baseado na própria esposa.[8]

### Falbalá
- Falbalá é uma loira voluptuosa que ocasionalmente visita seu pai Plantaquatix na aldeia, já foi a paixão de Obelix mas é casada com Tragicomix.

### Ordralfabetix
- Ordenalfabetix  (em português) (ordem alfabética) é o pescador e peixeiro da aldeia, que vende mercadoria de qualidade duvidosa e que por isso está em constante atrito com o ferreiro, Cétautomatix, que sempre provoca brigas entre os dois e, comumente, envolvendo os demais aldeões.

#### Iélosubmarine
- Iélosubmarine, é a esposa de Ordralfabetix, com um nome inspirado na canção dos Beatles "Yellow Submarine". Aparece pela primeira vez em Astérix na Hispânia.

### Júlio César
- O ditador romano Júlio César durante a série sempre está ou em incursões para expandir o Império Romano ou ouvindo planos para garantir que a aldeia gaulesa seja derrotada. Tem um relacionamento com Cleópatra e não raramente entra em discussões com o filho adotivo Brutus (geralmente com referências ao fato que ele causaria a morte de César poucos anos depois).

### Os Piratas
- Em uma paródia a outra criação francesa, Barba Ruiva, Asterix sempre cruza caminho com um navio pirata, que quando não tem seu navio afundado decide sacrificá-lo com medo dos gauleses.[9] Os piratas incluem o capitão Barba Vermelha,[10] o observador africano Babá,[11] e o grisalho Três Patas, que sempre faz citações clássicas em Latim.

## Personagens da aldeia
- Allegorix, (alegoria), seu nome é mencionado em Asterix e os Normandos por Vitalstatistix quando zomba dos Normandos.
- Analgésix, (Analgésico), é um dos primeiros aldeões contratados por Obelix para sua nova empresa de venda de menires, mencionado emObélix e Companhia.
- Arrierboutix, (volta as compras), é um aldeão contratado por Obelix em Obélix e Companhia.
- Aventurépix, (aventura épica), seu nome só é mencionado em Asterix e os Normandos por Abraracourcix quando zomba dos Normandos.
- Bellodalix, (bela odalisca), seu papel é proteger a entrada da aldeia gaulesa. Ela aparece em Obelix e companhia.
- Boulimix, (bulimia), seu nome só é mencionado em Asterix e os Normandos por Abraracourcix quando zomba dos Normandos.
- Cétaubofix, (em boa forma), é o pai de Cétautomatix, era o ferreiro da vila até seu filho assumir a função.
- Cétyounix, ele participou do baile dado na presença de Caligulaminix. Ela aparece em Asterix o Gaulês.
- Chanteclairix (homenagem a Chanticleer, o galo das histórias de Roman de Renart), ou Gallinarius Minus, chamado de águia imperial, é o galo da aldeia. Ele aparece na maioria dos álbuns de Asterix, mas é claramente indicado na história Chanticleerix publicada em Asterix e o Regresso dos Gauleses.
- Choucroutgarnix (chucrute guarnecido), é um dos aldeões, foi contratado por Obelix para caçar javalis em Obelix e Companhia.
- Déboitemenduménix, (luxação do menisco), é um agricultor da aldeia aparecendo em O Filho de Asterix.
- Elèvedelix, é um dos habitantes da aldeia, aparece em Asterix e os Normandos.
- Galantine, (galantina), aparece em Asterix e o Regresso dos Gauleses.
- Harenbaltix, (arenque do báltico), é um dos aldeões contratados por Obelix em Obelix e Companhia.
- Keskonrix, é um jovem morador da aldeia, munido de um arco e uma aljava durante uma caçada a javalis viu uma patrulha romana capturar Assurancetourix. Em Asterix e Cleópatra, ele aguarda o retorno de Asterix, Panoramix, Obelix e Idéiafix de Alexandria.
- La Roussette, é uma galinha de Abraracourcix, aparece na história Chanticleerix publicada em Asterix e o Regresso dos Gauleses. É a fêmea de Chanteclairix e a mãe de Noiraud.
- Le Noiraud, é o único frango negro da aldeia de Asterix. É o filho de Roussette e Chanticleerix.
- Linguistix, (linguística), é um dos aldeões contratados por Obelix em Obelix e companhia.
- Monosyllabix, (monossilábico), é um habitante da aldeia, trabalhou com Obelix na fabricação de menires.
- Oftalmologix, (oftalmológico), é o pai de Ordralfabetix. Era o peixeiro da aldeia até seu filho assumir a função.
- Petitélégrafix, (pequeno telégrafo) é um habitante da aldeia, trabalhou com Obelix na fabricação de menires.
- Plantaquatix, (planta aquática), é o pai de Falbala, sendo encontrado duas vezes na série, em Astérix Legionário e Asterix e Latraviata.
- Porquépix, (Porco-espinho), seu nome só é mencionado em Asterix e os Normandos por Abraracourcix quando zomba dos Normandos.